# Gran Pulgarcito
«Gran Pulgarcito» fue una publicación juvenil de la Editorial Bruguera que apareció en 1969 y constó de 84 números ordinarios, más tres especiales («Extra de verano 1969», «Almanaque para 1970» y «Extra de verano 1970»). Constituyó uno de los grandes aciertos de la editorial en la década de los setenta, junto a «Joyas Literarias Juveniles» y la «Colección Olé», y su publicación de mayor calidad hasta entonces. Estaba dirigida por Jorge Gubern Ribalta.

## Trayectoria
El técnico editorial Jordi Bayona concibió la idea de realizar una revista de gran tamaño a manera de la revista francesa «Pilote» después de que Víctor Mora le enviara algunos ejemplares desde París, pero el director de publicaciones Rafael González la rechazó. Finalmente, la revista salió adelante porque una de las hijas de Francisco Bruguera, propietario de la editorial, también conocía la revista, y acabó convenciendo a su padre.
Cuando «Gran Pulgarcito» apareció en enero de 1969 sustituía a otra revista de Bruguera, «Bravo» y pretendía competir con "Gaceta Junior". Tenía así un tamaño y un precio (10 pesetas) mayor que el resto de las publicaciones de la editorial, si bien la calidad de impresión seguía siendo baja, alternando páginas en cuatricromía con otras en bitonos.
Implantó además y de forma definitiva las series por episodios, tanto de material extranjero (sobre todo de «Pilote») como español. Las series con las que se concibió la revista fueron las siguientes:
| Años       | Números | Título                          | Historias de "continuará" | Autoría                             | Procedencia                                     |
| ---------- | --- | ------------------------------- | --- | ----------------------------------- | ----------------------------------------------- |
| 01/1969    | 1-6, 8-9, 11, 14, 16, 18, 20, 22, 24, 26, 28, 30, 33, 36-37, 39, 41, 43, 46, 67, 69, 71, ExVer69                                                                            | Don Polillo                     | | Vázquez, Blas Sanchís               | Nueva                                           |
| 01/1969    | 1-28 | Sam                             | | Fabian                              | Nueva                                           |
| 01/1969    | 1-84 | Astérix                         | Astérix legionario (1-13) Astérix en Bretaña (16-26) Astérix, el galo (27-37) Los godos (38-48) El caldero (49-59) Astérix en Hispania(60-70) La cizaña (71-84)                                          | René Goscinny/ Albert Uderzo        | Franco-belga                                    |
| 01/1969    | 1-34, 36-84 | Mortadelo y Filemón             | El sulfato atómico (1-23) Contra el "gang" del chicharrón (24-34) Safari callejero (42-52) Valor y... ¡al toro! (53-73) El caso del bacalao (74-84)                                                      | Francisco Ibáñez                    | Primeras historietas largas                     |
| 01/1969    | 1-22, 53, 61, ExVer69, Alm70 | Michel Tanguy                   | Cota cero (1-22) | Jean-Michel Charlier/ Albert Uderzo | Pilote                                          |
| 01/1969    | 1-8, 10-28, 31-34, 37-42, 45, 47, 49, 51-52, 54, 56, 58, 66-70, 72-73, 76, 78, 82-84, ExVer69, Alm70, ExVer70                                                               | La Abuelita Paz                 | | Vázquez Blas Sanchís                | Nueva, luego en "Mortadelo" y "Super Mortadelo" |
| 01/1969    | 1-7, 9, 11-24, 26-34, 38-41, 43, 46, 48, 50, 53, 55, 57, 60, ExVer69, Alm70                                                                                                 | Feliciano                       | | Vázquez, Blas Sanchís               | Nueva, luego en "Mortadelo"                     |
| 01/1969    | 1-10, 12, 14-68, 70-71, 74, 77, 79-83, ExVer69, Alm70 | Aquiles Talón                   | | Greg                                | Pilote                                          |
| 01/1969    | 1-11, 13-18, 20-32, 34-41, 43-44, 46-48, 50-55, 57-60, 62, 64-71, ExVer69, ExVer70                                                                                          | Topolino, el último héroe       | | Alfons Figueras                     | "Bravo"                                         |
| 01/1969    | 1-81 | El teniente Blueberry           | La ruta de los navajos (1-23) El hombre de la estrella de plata (23-34) El caballo de hierro (35-46) El hombre del puño de acero (46-57) La ruta de los sioux (58-69) El general Cabellera Rubia (69-81) | Jean-Michel Charlier/Gir            | Pilote                                          |
| 01/1969    | 1-12, 16-18, 21-24, 27-29, 33-34, 42-44, 46-58, 60-67, 70, 73-84, ExVer69, ExVer70                                                                                          | Manolón, conductor de camión    | | Raf                                 |                                                 |
| 01/1969    | 1-21, 23-31, 34-40, 42-47, 50, 55, 59, ExVer69, ExVer70 | El califa Harun El Pussah       | | René Goscinny/Jean Tabary           | Pilote                                          |
|            | 1-15 | Colorama                        | | Murtin/Fronval                      |                                                 |
|            | 1-4, 6, 7, 9-11, 13-15, 17, 19-21, 26, 29, 33, 35, 38, 41-44, 46, 48, 50-52, 54-55, 57-71, Alm70                                                                            | Contigrafías                    | | Conti                               |                                                 |
| 03/02/1969 | 2-6, 8-9, 11-14, 16-19, 21-22, 24, 26-27, 29-35, 39-40, 43-45, 47-49, 51-64, 66, 69, 70, 71, 73, 77, 78, 80, 81, 84, ExVer69, Alm70, ExVer70                                | La Panda                        | | Roberto Segura                      | Nueva                                           |
| 10/02/1969 | 3-4, 10-13, 18, 22-25, 27-28, 31, 33, 36-38, 40, 44-46, 48-49, 52, 55, 59-60, 62                                                                                            | Don Alirón y la ciencia ficción | | Conti                               | Nueva                                           |
| 17/02/1969 | 4, 5, 7, 9, 12 | Regalín                         | | José Castillo                       | Nueva, historieta publicitaria                  |
| 1969       | 7, 10, 12-13, 15, 17, 19, 21, 23, 25, 27, 29, 31, 35, 38, 42, 44-45, 48, 50, 51, 53-54, 56, 58, 60, 62, 64, 66, 68, 70, 73, 75, 77, 79, 81, 83, 84, ExVer69, Alm70, ExVer70 | Flash el fotógrafo              | | Raf                                 | Nueva                                           |
|            | 17, 19, 21, 23, 35, 37 | Uhu y el niño Prudencio         | | Ibáñez                              |                                                 |

A partir de su número 18 y hasta el 43, incluyó una sección de una página titulada El Museo de la Historieta, que recordaba los personajes de la editorial con una de sus historietas añejas, acusando así la corriente reivindicativa del medio que se daba entonces en España. También se incorporó Gotlib con su número 22, y series de temática fantástica como Submerian y Fidelio:
| Años       | Números                                                              | Título                                               | Historias de "continuará" | Autoría                     | Procedencia                         |
| ---------- | -------------------------------------------------------------------- | ---------------------------------------------------- | ------------------------- | --------------------------- | ----------------------------------- |
|            | 18                                                                   | El reporter Tribulete, que en todas partes se mete   |                           | Cifré                       | Reedición                           |
|            | 19                                                                   | Carpanta                                             |                           | Escobar                     | Reedición                           |
|            | 20                                                                   | Doña Urraca                                          |                           | Jorge                       | Reedición                           |
|            | 21                                                                   | Gordito Relleno                                      |                           | Peñarroya                   | Reedición                           |
|            | 22                                                                   | Las tremebundas fazañas de don Furcio Buscabollos    |                           | Cifré                       |                                     |
|            | 22, 35                                                               | Buck-Gallo                                           |                           | Tabary/ Mic-Delinx          |                                     |
|            | 23, 64-71                                                            | El inspector Dan                                     |                           | Giner                       |                                     |
| 14/07/1969 | 25, 41, 56                                                           | Submerian                                            |                           | Jacques Lob/Georges Pichard | Pilote                              |
|            | 26                                                                   | Zipi y Zape                                          |                           | Escobar                     |                                     |
|            | 29-71, 75                                                            | Roby                                                 |                           | Figueras                    |                                     |
|            | 30                                                                   | Carioco                                              |                           | Conti                       |                                     |
|            | 31                                                                   | Las hermanas Gilda                                   |                           | Vázquez                     |                                     |
| 1/09/1969  | 32, 34, 40, 47, 49-53, 55, 57, 59, 61, 63, 65, 72, 74-76, 78, 80, 82 | Pepe Barrena                                         |                           | Segura                      | Nueva, luego también en "Mortadelo" |
|            | 32, 42                                                               | Cinelocuras                                          |                           | Figueras                    |                                     |
|            | 32                                                                   | Cucufato Pi                                          |                           | Cifré                       |                                     |
|            | 33, 51                                                               | Cosas de Astérix                                     |                           |                             |                                     |
|            | 34                                                                   | El doctor Cataplasma                                 |                           | Schmidt                     | Reedición                           |
| 22/09/1969 | 35                                                                   | Don Berrinche                                        |                           | Peñarroya                   |                                     |
| 22/09/1969 | 35-39, 49, 53, 54, 57, 62, Alm70                                     | Campeonio                                            | El sidralón (35-39)       | Raf                         | "El DDT"                            |
|            | 36                                                                   | Don Cloroformo                                       |                           | Nadal                       | Reedición                           |
| 20/10/1969 | 36, 48, 54                                                           | Fidelio                                              |                           | Fred                        | Pilote                              |
|            | 37                                                                   | Ofelio                                               |                           | Jorge                       | Reedición                           |
| 13/10/1969 | 38                                                                   | Pedrusco Brutote                                     |                           | Peñarroya                   |                                     |
| 13/10/1969 | 38                                                                   | Don Telescopio                                       |                           | Escobar                     |                                     |
| 13/10/1969 | 38                                                                   | Sinforino                                            |                           | Jorge                       |                                     |
| 20/10/1969 | 39                                                                   | Don Danubio                                          |                           | Schmidt                     | Reedición                           |
| 3/11/1969  | 41, 43-49, Alm70                                                     | La vida adormilada de Morfeo Pérez                   |                           | Carlos Conti                | Reedición de "El DDT"               |
| 17/11/1969 | 43                                                                   | Don Agapito, su perro y su chico, que es un gamberro |                           | Raf                         | Reedición de "Pulgarcito"           |

Sin el «Museo de la Historieta», la revista sigue en su tono habitual, aunque con series de la I.P.C y el humor del argentino Oski:
| Años        | Números                   | Título                                      | Historias de "continuará" | Autoría              | Procedencia               |
| ----------- | ------------------------- | ------------------------------------------- | ------------------------- | -------------------- | ------------------------- |
| 24/11/1969- | 44-45                     | Seis páginas para leer cantando             |                           | Fred/Bielsa          |                           |
| 01/12/1969- | 45-46, 48-50              | Dossier "Platillos volantes"                |                           | Lob/Gigi             |                           |
| 12/01/1970  | 51-65, 67-68              | Sisebuto, detective astuto                  |                           | Jorge                | Reedición de "Pulgarcito" |
|             | 54-57                     | Rufufú                                      |                           | Vázquez              |                           |
|             | 55-72                     | Joe Marmota, el vago de Minnesota           |                           | I.P.C.               |                           |
| 16/02/1970  | 56-71                     | Cuervo Loco, pica, pero pica poco           |                           |                      | I.P.C.                    |
| 16/02/1970  | 56                        | La máquina rebelde                          |                           | Mallet               | Pilote                    |
| 23/02/1970  | 57-64, 66                 | El sabio Megatón                            |                           | Cifré                |                           |
| 23/02/1970  | 57-64                     | El "Chipirón" y su tripulación              |                           | Figueras             | "Tele Color"              |
| 23/02/1970  | 57-62                     | El doctor Esparadrapo y su ayudante Gazapo  |                           | Ibáñez               | Reedición                 |
|             | 58, 60, 62-63             | Polvorilla y Castorín                       |                           | Cassarell/Torregrosa |                           |
|             | 64-71                     | Urtanín                                     |                           |                      | I.P.C.                    |
| 27/04/1970  | 66                        | Pepito, el robot                            |                           | Gin                  |                           |
| 4/05/1970   | 67-69, 71                 | La Osa Mayor, agencia teatral               |                           | Vázquez              |                           |
| 4/05/1970   | 67-71                     | El sheriff Chiquito, que es todo un gallito |                           | Schmidt              |                           |
|             | 68, 70-71, Alm70, ExVer70 | Anacleto, agente secreto                    |                           | Vázquez              |                           |
|             | 69                        | El sheriff de Porra City                    |                           | Ibáñez               |                           |

A partir del n.º 72, el título fue «Félix: el amigo de los animales», quedando «Gran Pulgarcito» como subtítulo.
| Años      | Números            | Título               | Historias de "continuará" | Autoría              | Procedencia |
| --------- | ------------------ | -------------------- | ------------------------- | -------------------- | ----------- |
| 8/06/1970 | 72-84, ExVer70     | Safari en África     |                           | E. Sánchez/Usero     | Nueva       |
| 8/06/1970 | 72-84, ExVer70     | Gran fauna           |                           | E. Sánchez/L. Blasco |             |
| 8/06/1970 | 72-73, 75-78, 81   | Los deportes         |                           |                      |             |
|           | 75-76, 78-81       | Maravillas del mundo |                           |                      |             |
|           | 77, 79-84, ExVer70 | Tapón y Dalilo       |                           | Castillo             |             |

El éxito de las nuevas aventuras de Mortadelo y Filemón llevó a la editorial a crear una nueva revista, «Mortadelo», que terminó por desplazar a «Gran Pulgarcito», que desapareció con su número 84.